# سورينبيرج

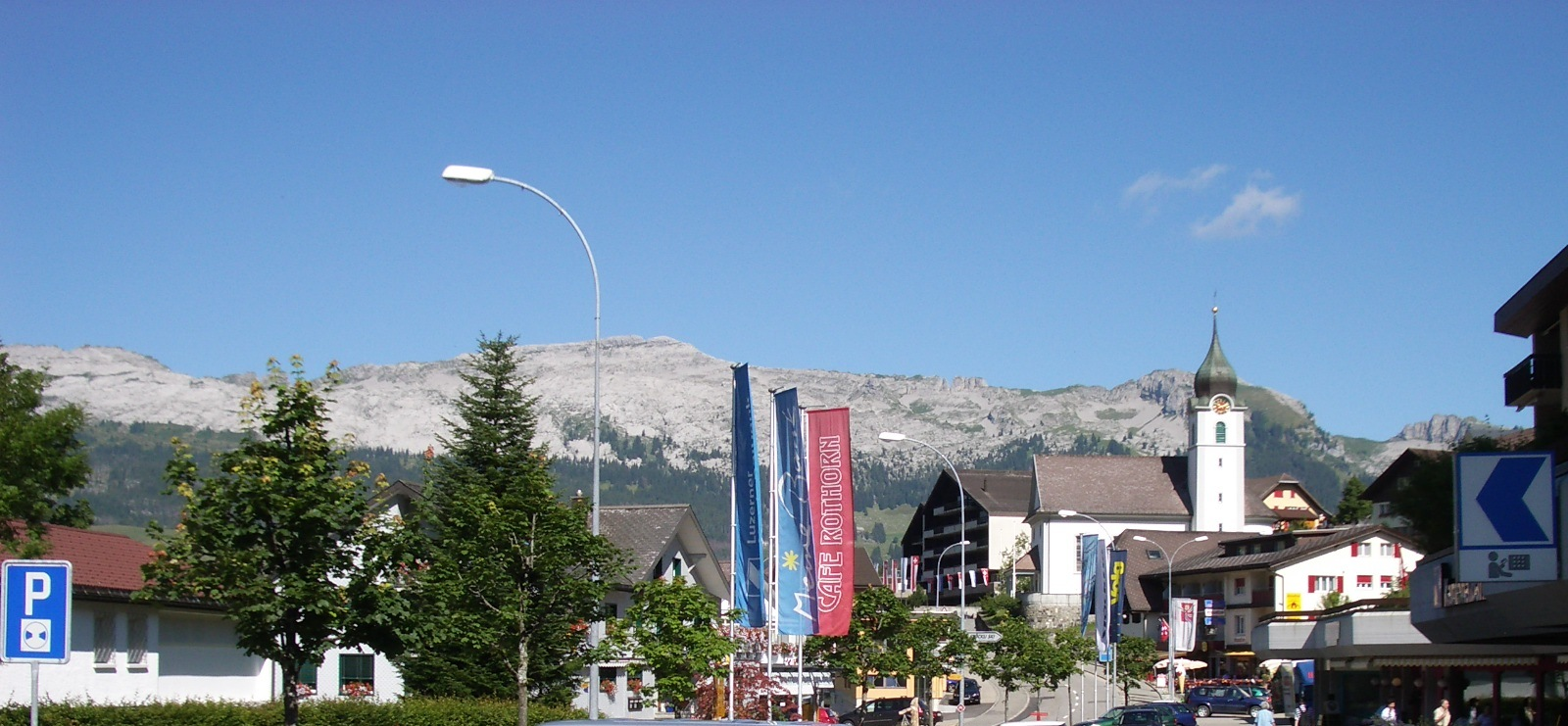
سورينبيرج

سورينبيرج هي قرية في جبال الألب السويسرية، تقع في الجزء الجنوبي من كانتون لوسيرن. القرية تقع في بلدية فلولي في منطقة انتلباج قرب النهاية العليا من وادي وولديما.
سورينبيرج تقع على ارتفاع 1159 متر فوق مستوى سطح البحر ، وتحيط بها الجبال لأكثر من 2000 متر. على الجانب الجنوبي تحجب الرؤيا عن القرية من قبل برينزر روثورن حيث يبلغ ارتفاعه (2350 م)، وهو أعلى جبل في كانتون لوسيرن. في الغرب هو شراتنفلو (2092 م)، جبل الكارستية الكبير. إلى الشرق، ممر كلابنبيلن الذي يعبر إلى جيسويل في كانتون أوبوالدن.
في فصل الشتاء سورينبيرج تتضمن منطقة التزلج . والتلفريك على مدار السنة يؤدي إلى قمة برينزر روثورن

## وصلات خارجية
- Sörenberg.ch (official website)
- Sörenberg on Wanderland.ch